# Gefecht bei Gispersleben
Während des Gefechts bei Gispersleben am 10. und 11. April 1945 kam es zwischen Deutschen und Amerikanern zu schweren Kampfhandlungen im Zweiten Weltkrieg beim Kampf um Erfurt.

## Vorgeschichte des Gefechts
Seit dem 9. April 1945 hatten die 80. US-Infanteriedivision und die 4. US-Panzerdivision damit begonnen, die Stadt Erfurt aus ihren Bereitstellungsräumen bei Gotha und Remstädt kommend, anzugreifen. Die Stadt sollte durch die amerikanische Infanterie frontal angegriffen und durch die Panzereinheiten nördlich und südlich umgangen werden. Innerhalb von nur 24 Stunden hatten die amerikanischen Einheiten den Erfurter Stadtrand von Gispersleben über Marbach, Rohda und den Steigerwald gegen zum Teil heftigen deutschen Widerstand erreicht. Der mit der Verteidigung Erfurts beauftragte Oberst Otto Merkel hatte vorab versucht, die ihm zur Verfügung stehende Truppe aus Wehrmachtsteilen, Volkssturm, Hitlerjugend, Waffen-SS und Luftwaffe so zu organisieren, dass die Stadt einen Verteidigungskampf führen konnte. Er beabsichtigte, den Gegner „in kurzen, kräftigen Offensivstößen […] zu packen.“ Dazu wurden in den Wochen und Monaten vor dem Beginn der Kampfhandlungen im Erfurter Stadtgebiet auch Verteidigungsanlagen gebaut, Brücken gesprengt und Einheiten aufgestellt. Merkel hatte darauf verzichtet, die Stadt den Amerikanern kampflos zu übergeben.

## Beteiligte Truppenverbände
Auf amerikanischer Seite kamen das 2nd Battalion des 317th Infantry Regiment unter Führung von Lieutenant Colonel Henry Fisher zum Einsatz, das Gispersleben-Kiliani bis kurz vor Mitternacht des 10. April 1945 eingenommen hatte. In die Hauptkämpfe des 11. April 1945 griff zudem die A-Company des 1st Battalion / 317th Infantry Regiment ein. Die Einheiten waren Teil der 3. US-Armee unter Generalleutnant George S. Patton.
Auf deutscher Seite wurde der westliche Erfurter Stadtrand und damit auch Gispersleben von Einheiten des Divisionsstabes z.b.V. 469 unter Führung des Generalmajors Eugen Theilacker verteidigt. Welche konkreten deutschen Einheiten sich am 10. und 11. April 1945 in der Ortschaft Gispersleben befanden, ist nicht bekannt. Der Ort Tiefthal, der sich nur wenige Kilometer westlich von Gispersleben befindet, wurde noch bis zum Mittag des 10. April 1945 vom III. Bataillon der Kampfgruppe Opitz verteidigt, die sich danach jedoch in Richtung Osten absetzte. Der deutsche Gegenangriff am frühen Morgen des 11. April 1945 erfolgte durch eine Kampfgruppe unter Führung des SS-Obersturmführer Ernst Kauer. Diese gemischte Kampfgruppe bestand aus Hauptkräften des Alarmbataillons des SS-Kraftfahrausbildungs- und Ersatzregiments Bad Tennstedt. Sie umfasste ca. 300 Soldaten der Waffen-SS und Wehrmacht sowie vier Panzer und Sturmgeschütze der Panzerjägerkompanie Keil (Panzerjäger-Ersatz- und Ausbildungs-Abteilung 17).

## Ablauf des Gefechts
Am Abend des 10. April 1945 griffen die E- und F-Company des 2nd Battalion des 317th Infantry Regiment, aus Tiefthal kommend, gegen 17:30 Uhr den westlichen Ortsrand von Gispersleben an. Die Deutschen hatten die Zugänge zum Ort zuvor mit zwei Flakgeschützen und Panzern gesichert. Deutsche Infanteristen hatten sich in Stellungen verschanzt. Da die Amerikaner über offenes Feld angreifen mussten, gelang es letztlich nur mithilfe von Mörsern und Artillerieunterstützung, in den Ortsteil Kiliani, einzudringen. Als dies von den Amerikanern kurz vor 20:00 Uhr geschafft war, fanden dort erhebliche Straßenkämpfe statt, die erst gegen 23:00 Uhr zum Erliegen kamen. Das 2nd Bataillon richtete sich daraufhin in Kiliani zur Verteidigung ein. Der Ortsteil Viti war nach wie vor in deutscher Hand.

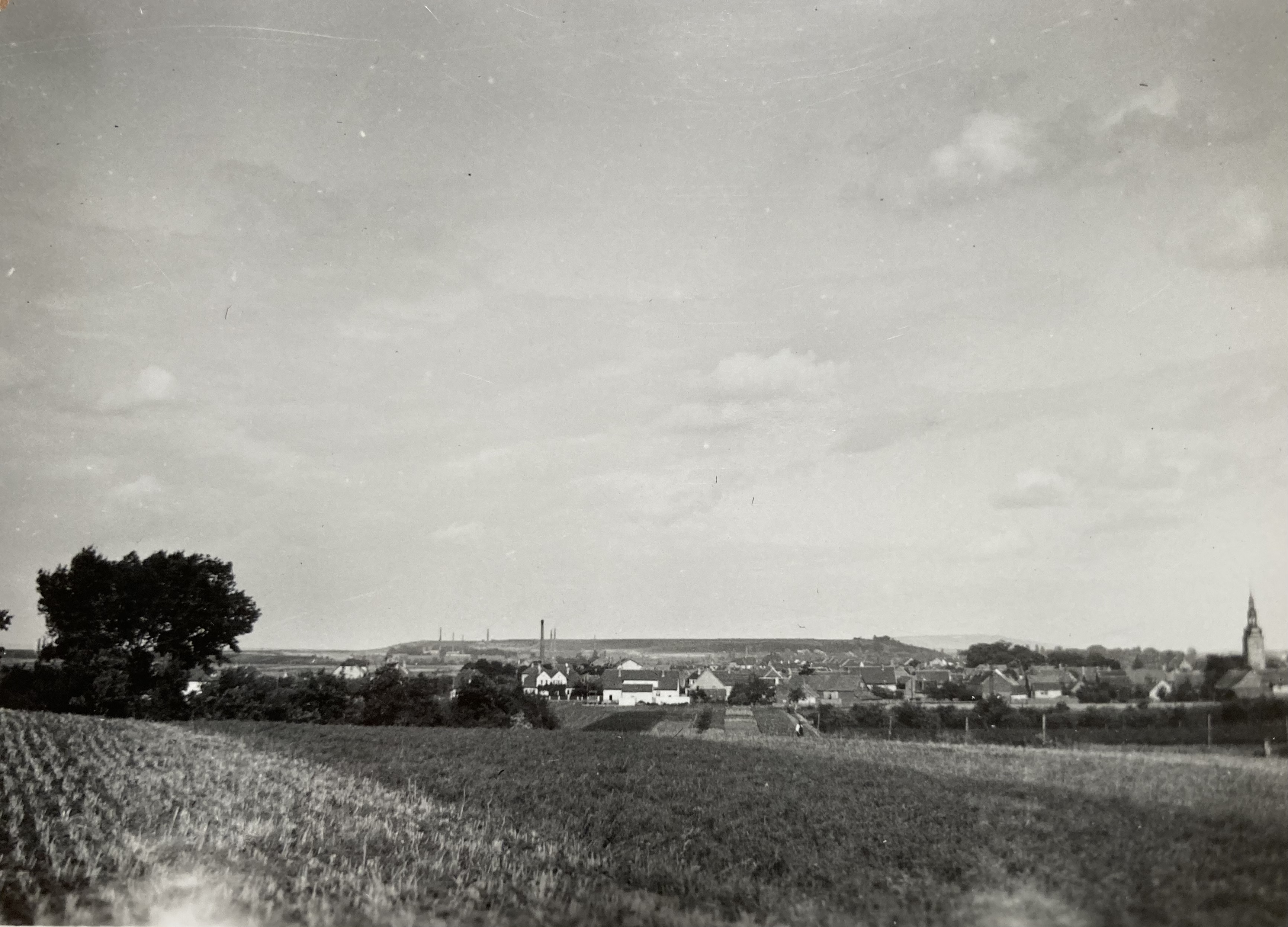
Gispersleben 1931

Mit der Besetzung Gisperslebens drohte Erfurt durch die Amerikaner von Norden her umgangen zu werden. In Gispersleben lagen zudem zwei wichtige Brücken über den Fluss Gera, die für die amerikanischen Panzereinheiten für ihren Angriff Richtung Weimar und Jena wichtig waren. Auf Befehl des Erfurter Kampfkommandanten Merkel griff am Morgen des 11. April 1945 kurz nach 07:00 Uhr die „Kampfgruppe Kauer“ aus Richtung Marbach an. Die Kampfgruppe hatte sich bereits am 10. April 1945 in Marbach für den Angriff gesammelt und vorbereitet. Es gelang den Deutschen, die Stellungen der Amerikaner am Ortsrand von Gispersleben an einigen Stellen zu durchbrechen und in den Ortsteil Kiliani auch mit Panzern einzudringen. Dabei kam es am Vormittag zu schweren Straßenkämpfen. Zeitzeugen berichten, dass die Amerikaner von dem Angriff der „Kampfgruppe Kauer“ weitestgehend überrascht wurden. Gegen 09:00 Uhr kam der deutsche Angriff in Gispersleben zum Erliegen, sodass sich Deutsche und Amerikaner aus ihren jeweiligen Stellungen beschossen.
Nahezu zeitgleich marschierte die A-Company des 1st Battalion / 317th Infantry Regiment aus der Ortschaft Alach den Höhenkamm herunter in Richtung Gispersleben und griff dadurch die linke Flanke der „Kampfgruppe Kauer“ an, die dabei zwei Sturmgeschütze verlor. Bei diesem Aufeinandertreffen fielen auch einige Soldaten der A-Company. Teile der Deutschen zogen sich daraufhin nach Erfurt zurück. Die Teile, die sich da bereits in Gispersleben festgesetzt hatten, führten den Kampf vereinzelt noch bis zum Mittag fort. Die letzten deutschen Widerstandsnester befanden sich entlang der Flussaue in der Gaststätte Parkschänke und im Elektrizitätswerk sowie in einem Rhabarberfeld an der Windhorststraße – Ecke Erfurter Straße (heute Demminer Straße – Ecke Nordhäuser Straße). Nach Ende der Kampfhandlungen wurden die Gefangenen auf dem Amtmann-Kästner-Platz in der Nähe der Kilianikirche zentralisiert.

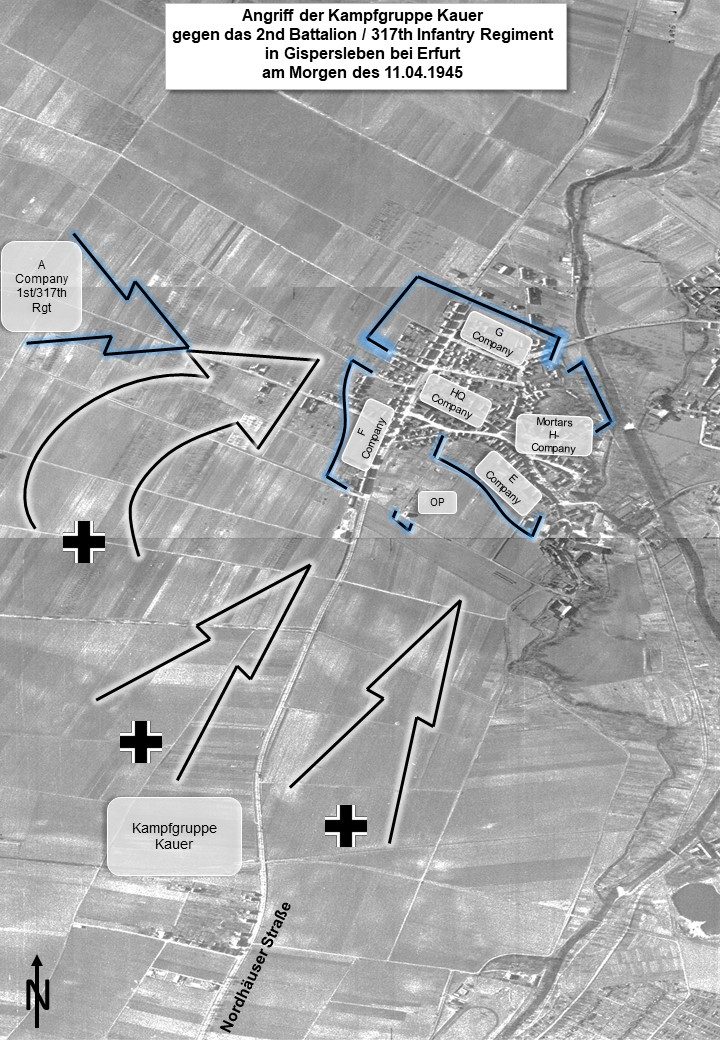
Kampf um Gispersleben am 11. April 1945

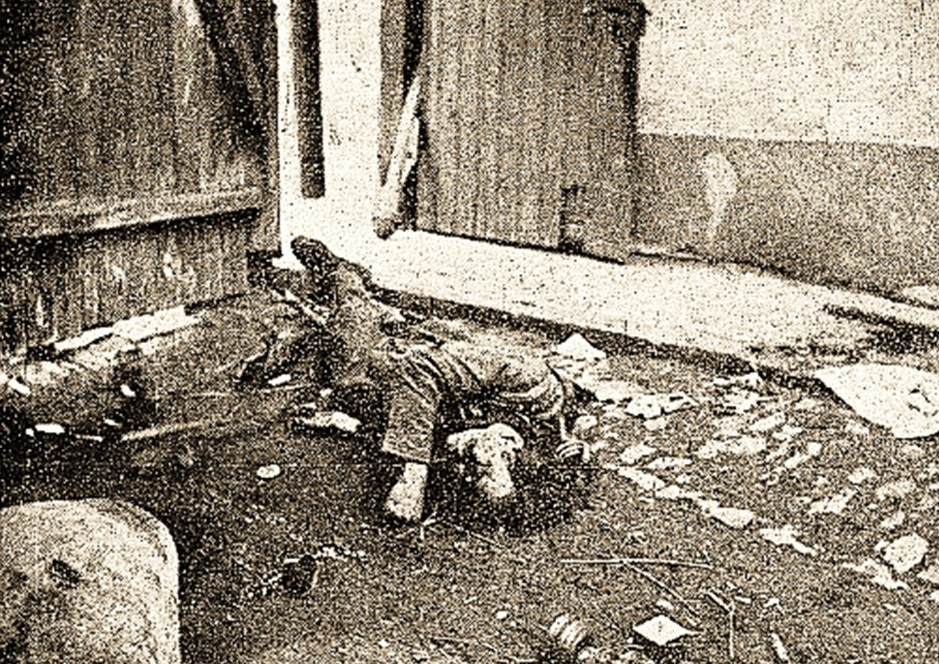
Gispersleben, April 1945, gefallener Angehöriger der Waffen-SS

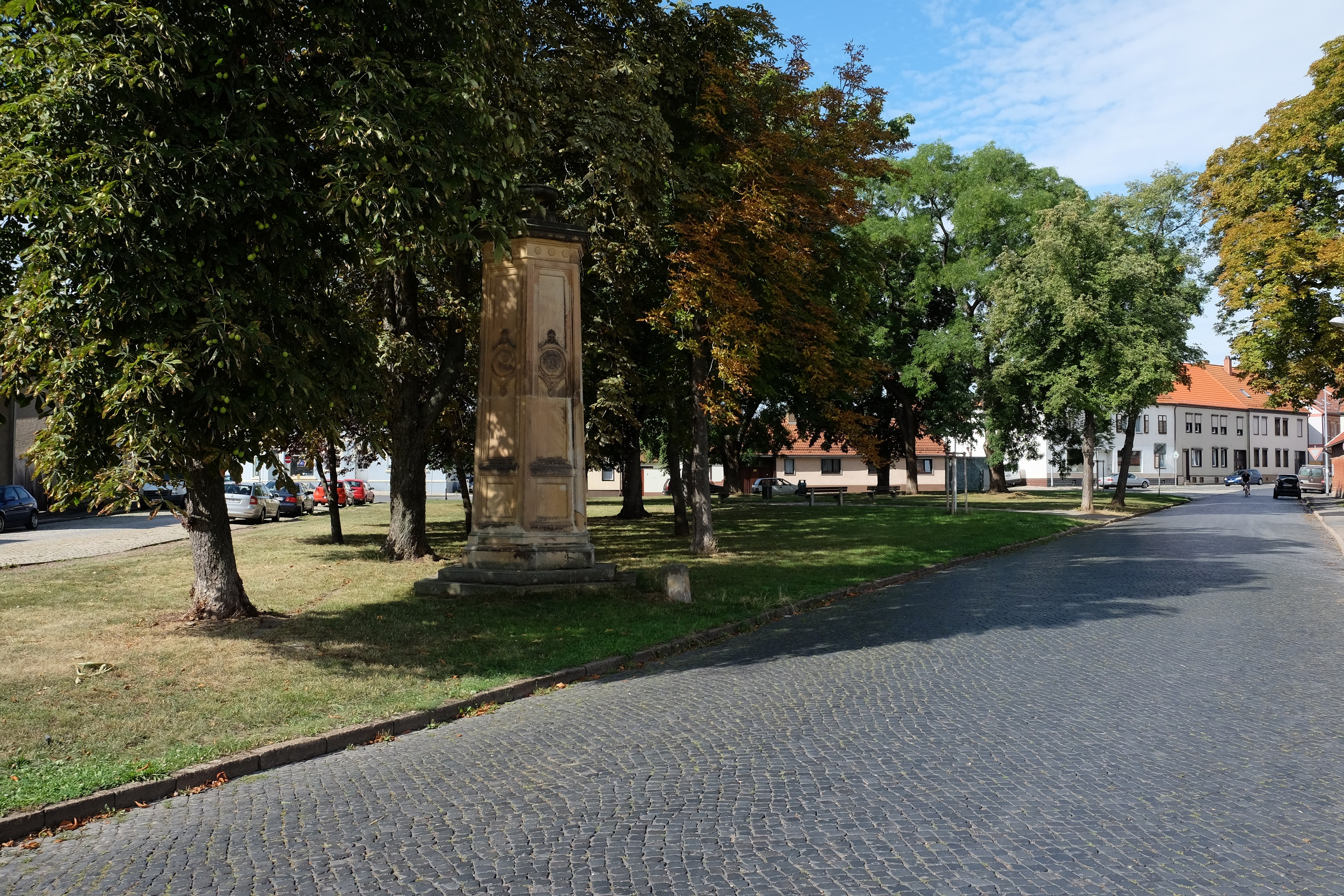
Gispersleben Platz, Brunnen, Amtmann-Kästner-Platz 1

## Kriegsverbrechen
Im Zuge der Kampfhandlungen kam es am 11. April 1945 in Gispersleben sowohl auf deutscher als auch auf amerikanischer Seite zu schweren Kriegsverbrechen. So berichteten mehrere amerikanische Soldaten von einer Situation am Morgen des 11. April am Ortsrand von Gispersleben, bei der sich amerikanische Soldaten in einem Haus aufhielten, das von Deutschen umstellt wurde. Als sich die Soldaten ergaben, wurden sie von Angehörigen der Kampfgruppe Kauer an Ort und Stelle erschossen. Im Verantwortungsbereich der G-Company wurde von einem ähnlichen Vorfall berichtet, bei dem amerikanische Soldaten nach der Gefangennahme an Ort und Stelle erschossen wurden.
Gegen Mittag führten zwei amerikanische Soldaten etwa ein Dutzend Angehörige der Waffen-SS, die sich u. a. noch am westlichen Ortsrand verschanzt hatten, durch Gispersleben zur Geraaue im Kilianipark. Sie mussten sich dort entlang des Flusses aufreihen und wurden durch die Amerikaner mit Maschinenpistolen hingerichtet. In ihren Memoiren schilderten später sowohl Andy Adkins als auch Percy Smith, dass man ab dem Zeitpunkt, wo man die Gräuel der SS mit eigenen Augen gesehen hatte, keine SS-Gefangenen mehr machte.

## Verluste

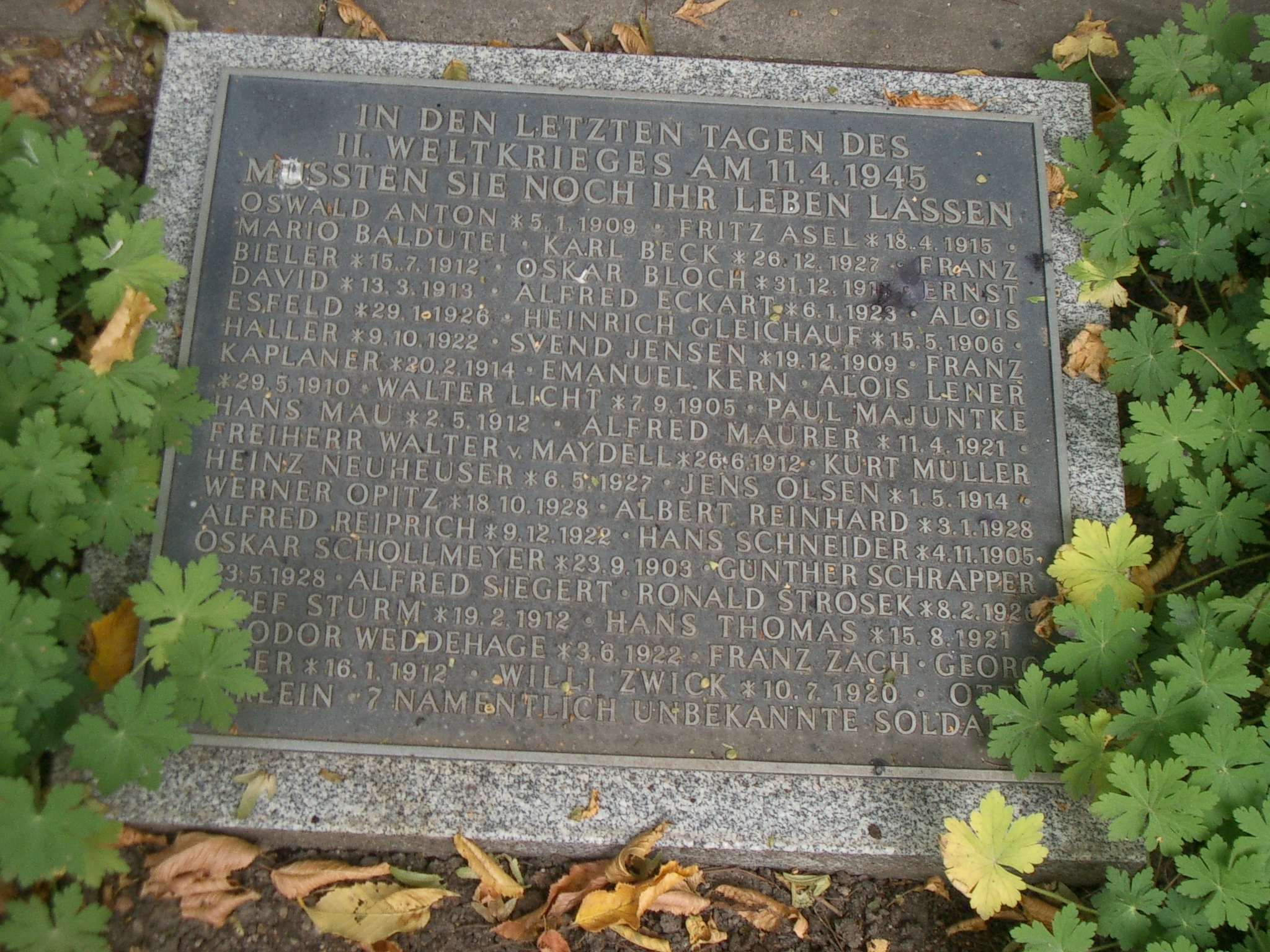
Soldatengrab im Kilianipark, 2006

Während der Kampfhandlungen kam es zu einer Vielzahl an Opfern. Auf deutscher Seite fielen mindestens 45 Angehörige der Wehrmacht, Waffen-SS, Volkssturm und Hitlerjugend. Die Amerikaner hatte ca. 11 Gefallene und mehrere Dutzend Schwerverwundete zu beklagen.
Im Kilianipark in der Ortsmitte von Gispersleben befindet sich heute eine Grabanlage, in der die gefallenen Deutschen bestattet sind. In Vorbereitung der Bundesgartenschau in Erfurt wurde die Grabanlage aufwendig restauriert.

## Folgen der Schlacht
- Nördliche Umgehung Erfurts durch die 80. US-Infanteriedivision und die 4. US-Panzerdivision und damit de facto Einschließung der Stadt.